# Lymantria barica
Lymantria barica este o specie de molii din genul Lymantria, familia Lymantriidae, descrisă de Paul Mabille 1878 Conform Catalogue of Life specia Lymantria barica nu are subspecii cunoscute.